# Ціатея серцевинна
Ціатея серцевинна (Cyathea medullaris) — вид деревоподібних папоротей.

## Будова
Одна з найвищих деревоподібних папоротей — до 18 м. Парасолькоподібні крони деяких великих екземплярів складаються з вай 6 м та завширшки 2 м. Стовбур вкритий листковими рубцями від скинутого листя. Стовбур складається не з деревини, а з міцних скелетів провідних пучків, що рівномірно розподілені у запасаючій тканині. Нижня частина стовбура густо обплетена корінням, що додає йому додаткової стійкості.

## Життєвий цикл
Нижній бік листя ціатеї має тисячі сорусів — мішків зі спорами. Коли спорангій розкривається, спори розлітаються та дають життя новій рослині.

## Поширення та середовище існування
Росте у тропічних та субтропічних дощових лісах Нової Зеландії, островів Фіджі, Таїті, Маркізьких островів та островах біля Австралії.

## Галерея

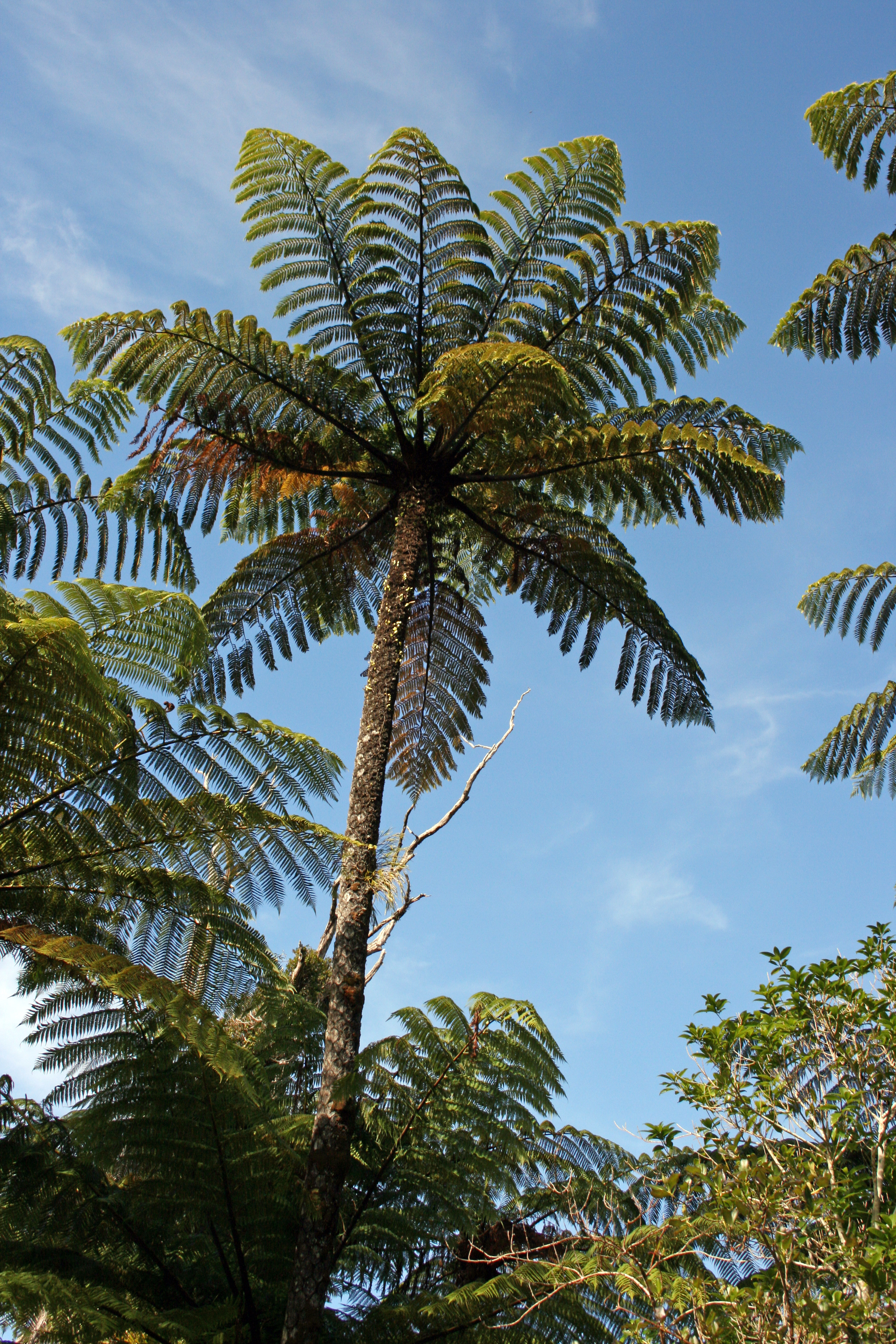
Доросле дерево
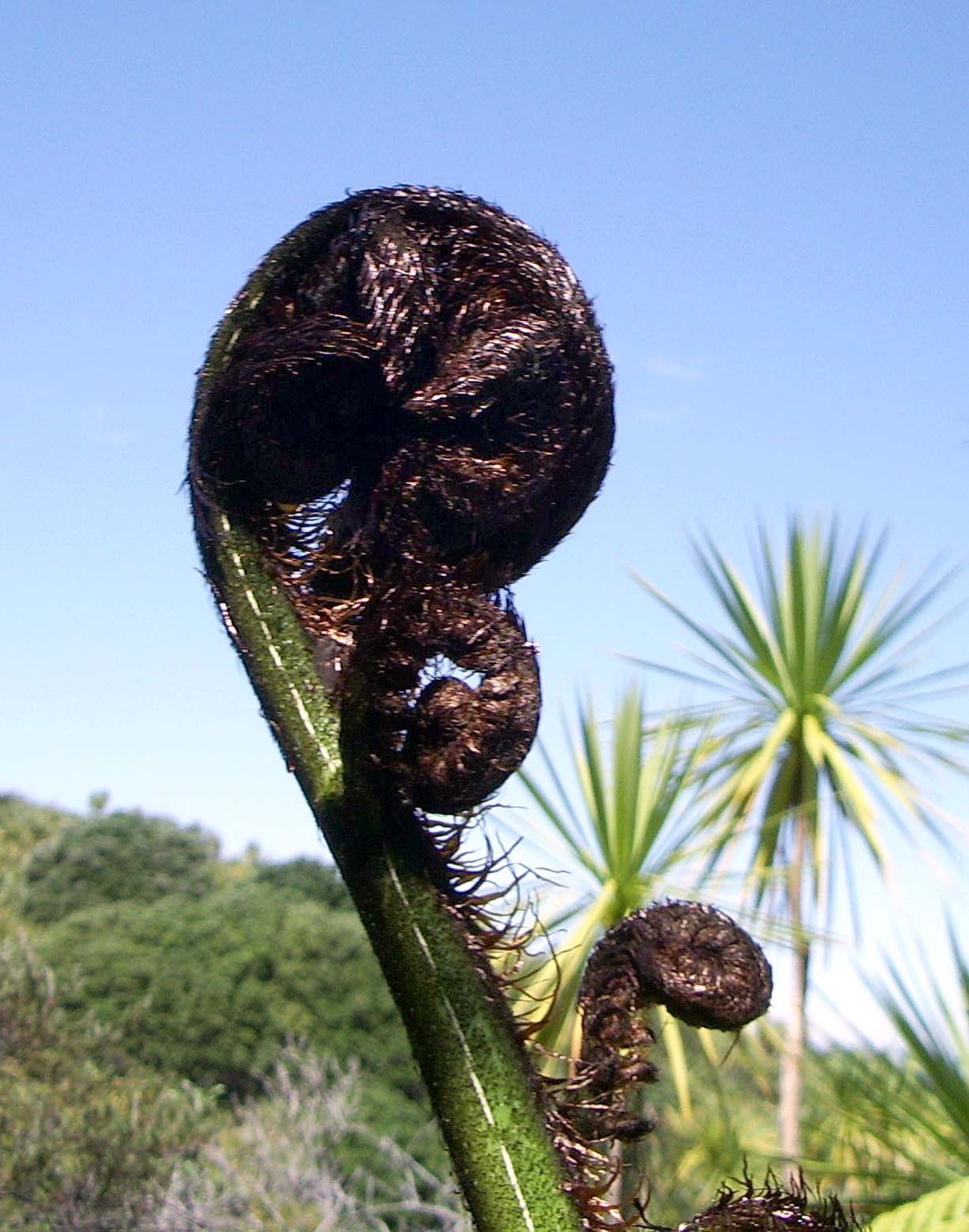
Листок
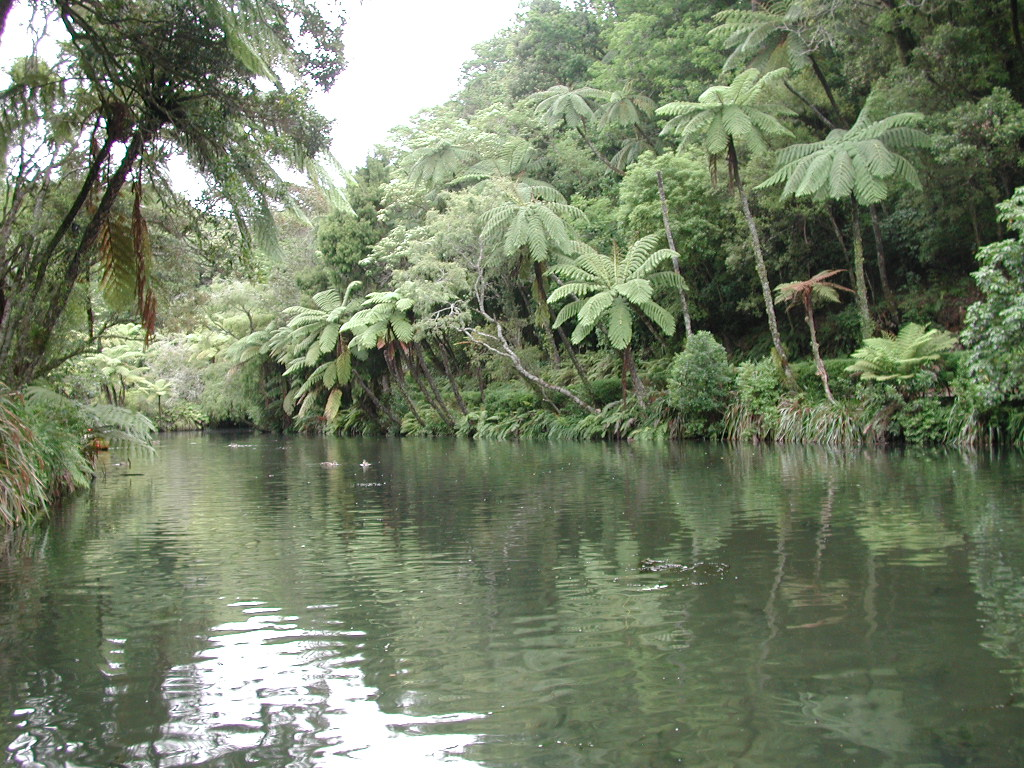
Ландшафт з ціатеями